# Forte Aljalali
Forte Aljalali (em árabe: قلعة الجلالي‎) ou Forte Oriental (em árabe: الشرقية‎ قلعة) é um forte no porto em Velha Mascate, em Omã. Foi erigido pelo Império Português por ordem do rei Filipe I (r. 1581–1598), entre 1586 e 1588, para proteger o porto depois de Mascate ter sido saqueada duas vezes por forças otomanas. Em 1650, caiu às forças omanis. Nas guerras civis entre 1718 e 1747, foi capturado duas vezes por persas convidados a apoiar um dos imames rivais. Depois, sofreu extensa reconstrução.
Por várias vezes, serviu como refugiu ou prisão para membros da família real. Em grande parte do século XX foi usado como a principal prisão de Omã, contudo esta função terminou durante os anos 70. Foi restaurado em 1983 e convertido num museu privado de história cultural de Omã, e seu acesso está reservado apenas a dignitários que visitem o país. As exibições incluem canhões, velhos mosquetes e fechos de mecha, mapas, carpetes e outros artefactos.

## Etimologia

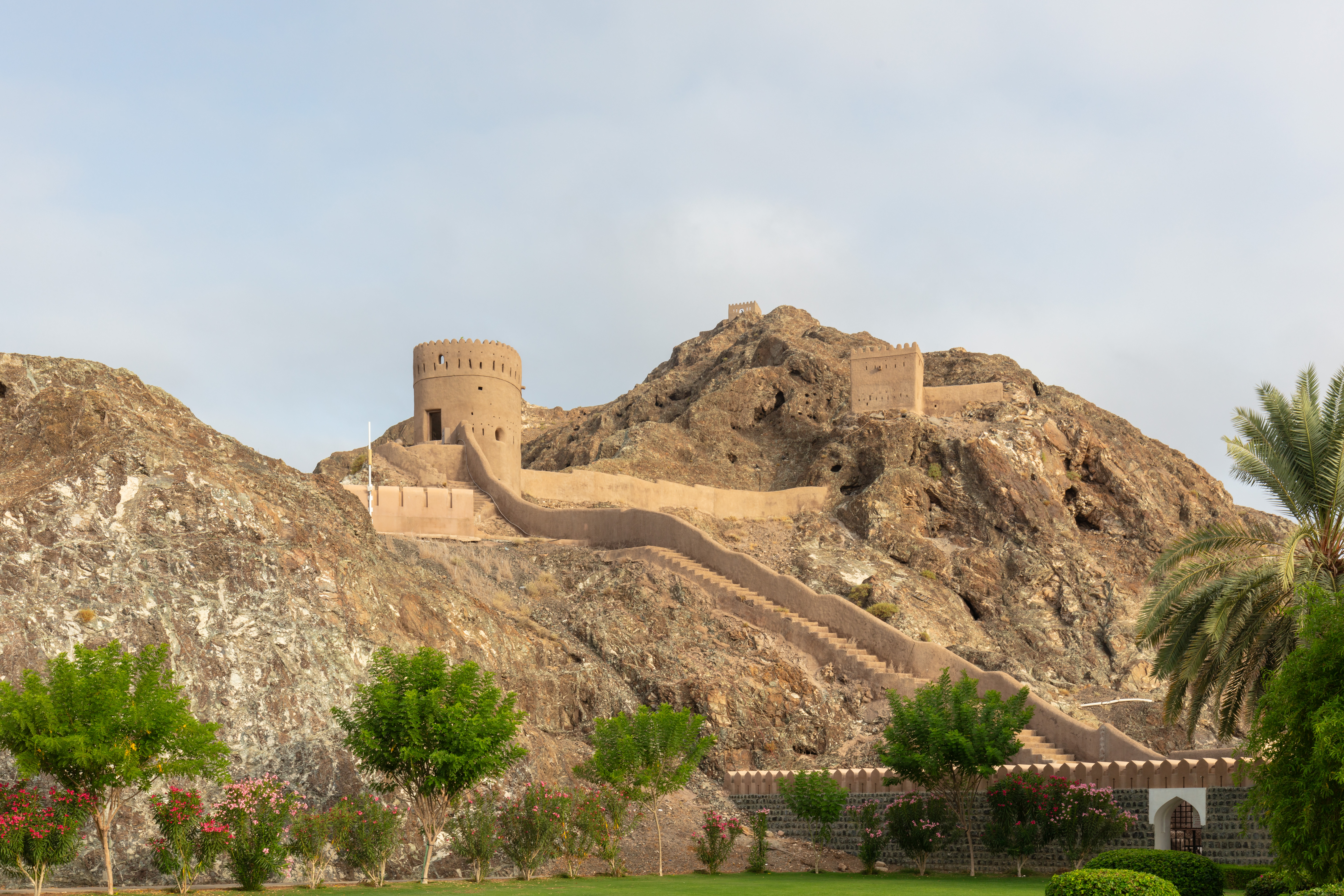
Aljalali visto de Matara

Os portugueses chamavam à estrutura Forte de São João. A origem do actual nome "Aljalali" é disputada; uma teoria advém do arábico Aljalal, que significa "grande beleza". Uma lenda conta que foi baptizado em honra ao comandante balúchi Mir Jalal Cã, da tribo de Hote, tal como o Forte Almirani foi baptizado em honra ao seu irmão, Mir Mirane, que também era comandante. O forte também é conhecido como Forte Oriental.

## Localização
"Mascate" significa "âncora". Fiel ao seu nome, a Velha Mascate é um porto natural numa posição estratégica entre o Golfo Pérsico e o Oceano Índico. Encontra-se na costa do Golfo de Omã numa baía com cerca de 700 metros de largura, protegida do lado do mar por uma ilha rochosa.[a] O porto está rodeado por montanhas, o que dificulta o acesso por via terrestre. Mascate poderá ter sido descrita pelo geógrafo Ptolomeu no século II, que registou um "porto escondido" na mesma região.
Aljalali localiza-se sobre uma formação rochosa a leste do porto de Mascate. Encontra-se visível e próximo do forte Almirani, que está construído sobre outra formação rochosa a oeste do porto. Mascate era fortemente defendida por estes dois fortes contra ataques marítimos, pelo forte de Mascate mais a ocidente e por outras fortificações erigidas em formações rochosas um pouco por toda a circunferência da baía. Até bem recentemente, era apenas acessível a partir do lado do porto através de um conjunto de escadas talhadas na formação rochosa. A reclamação de terra realizada na costa, entre o forte e a baía, fizeram com que se originasse um espaço para um heliporto, e um caminho-de-ferro funicular torna o forte ainda mais acessível.

## História

### Contexto

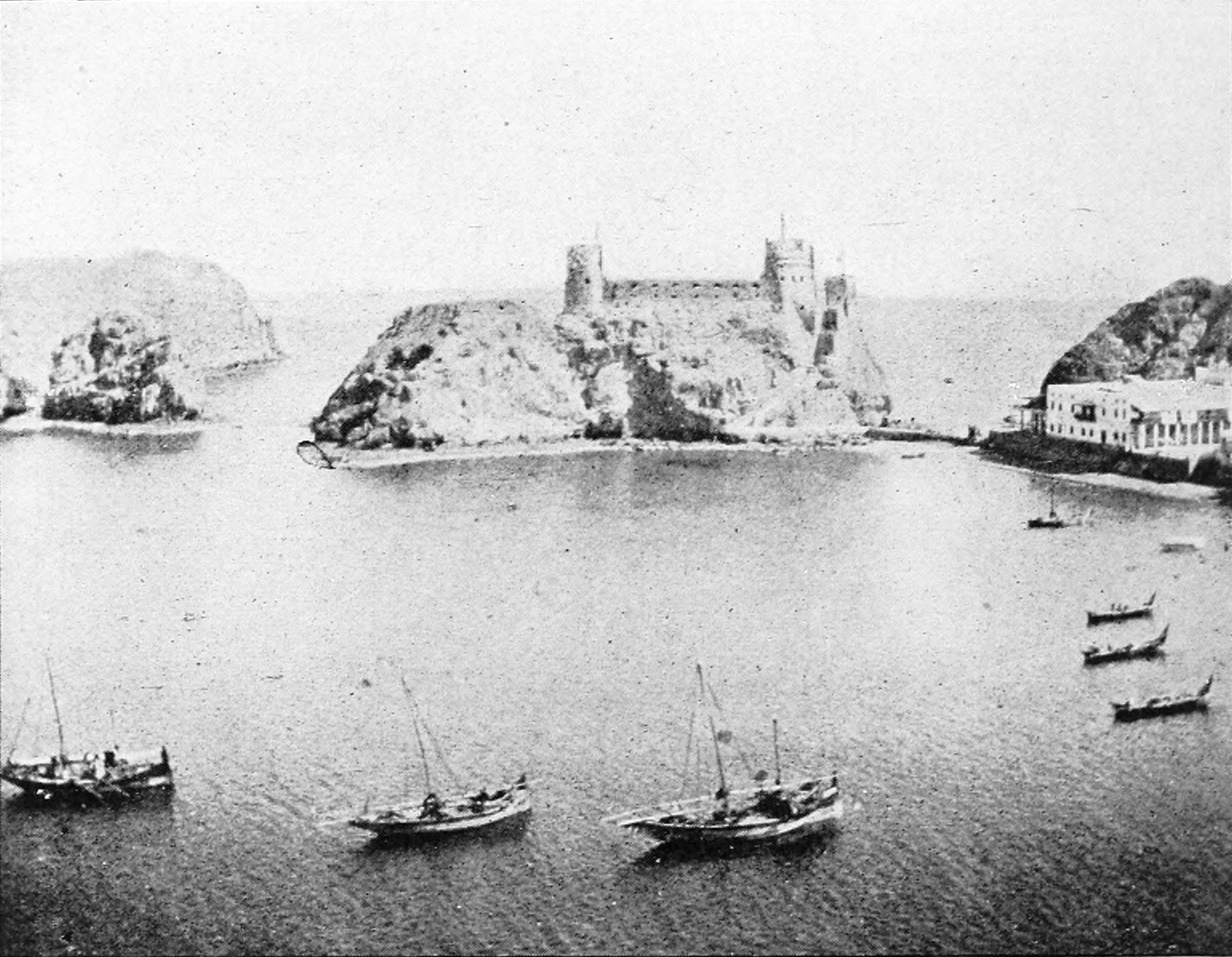
O porto de Mascate por volta de 1903. Fotografia tirada a oeste do porto, onde se pode ver do outro lado o forte Aljalali

No início do século XV, Mascate era um pequeno porto utilizado por navios para se abastecerem com água. No início do século XVI começou a tornar-se um importante centro de comércio. Nesta altura, o interior de Omã era controlado por um imame árabe, contudo a costa onde Mascate se situava encontrava-se sob poder do rei persa de Ormuz. Em 1497, o navegador português Vasco da Gama descobriu a rota marítima que contornava o extremo sul da África e, a leste, a rota em direcção à Índia e às ilhas das Especiarias. Os portugueses rapidamente tentaram estabelecer monopólio no comércio das especiarias, da seda e outros produtos. Assim, entraram em conflito com o Sultanato Mameluco do Egito cujo comércio com a Europa, que dependia de rotas pelo Mar Vermelho, se encontrava agora ameaçado. Ormuz era o principal centro das rotas comerciais com os atuais Iraque e Irão, através do Golfo Pérsico. Cientes disso, os portugueses também quiseram tomar o controlo desta rota.
Em 10 de agosto de 1507, uma expedição de seis navios sob o almirante Afonso de Albuquerque partiu da recém-estabelecida base portuguesa em Socotorá em direcção a Ormuz.[b] Os portugueses navegaram junto a costa de Omã, destruindo navios e pilhando cidades. Em Curiate, que tomaram depois de um duro combate, os portugueses mutilaram os prisioneiros, mataram os habitantes independentemente do sexo e idade, pilharam e queimaram a cidade. Mascate, em primeira instância, rendeu-se incondicionalmente para evitar o mesmo destino. Mas, as pessoas depressa retiraram a sua declaração depois de chegarem reforços para combater os portugueses. Mais tarde, Albuquerque lançou um ataque bem sucedido à cidade, matando a maior parte dos habitantes e, depois, pilhou e queimou-a.

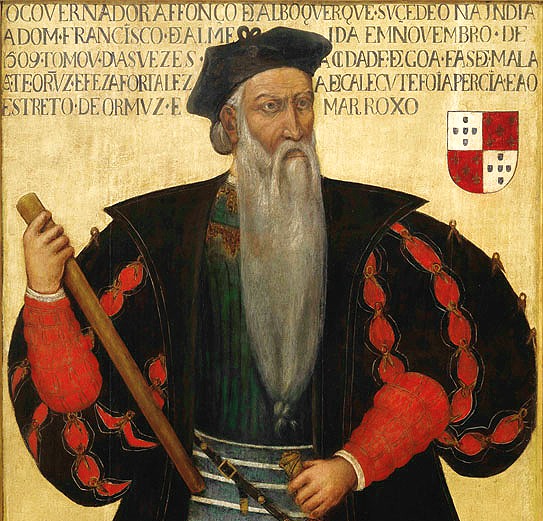
Retrato de Afonso de Albuquerque pós-1545. Autor desconhecido

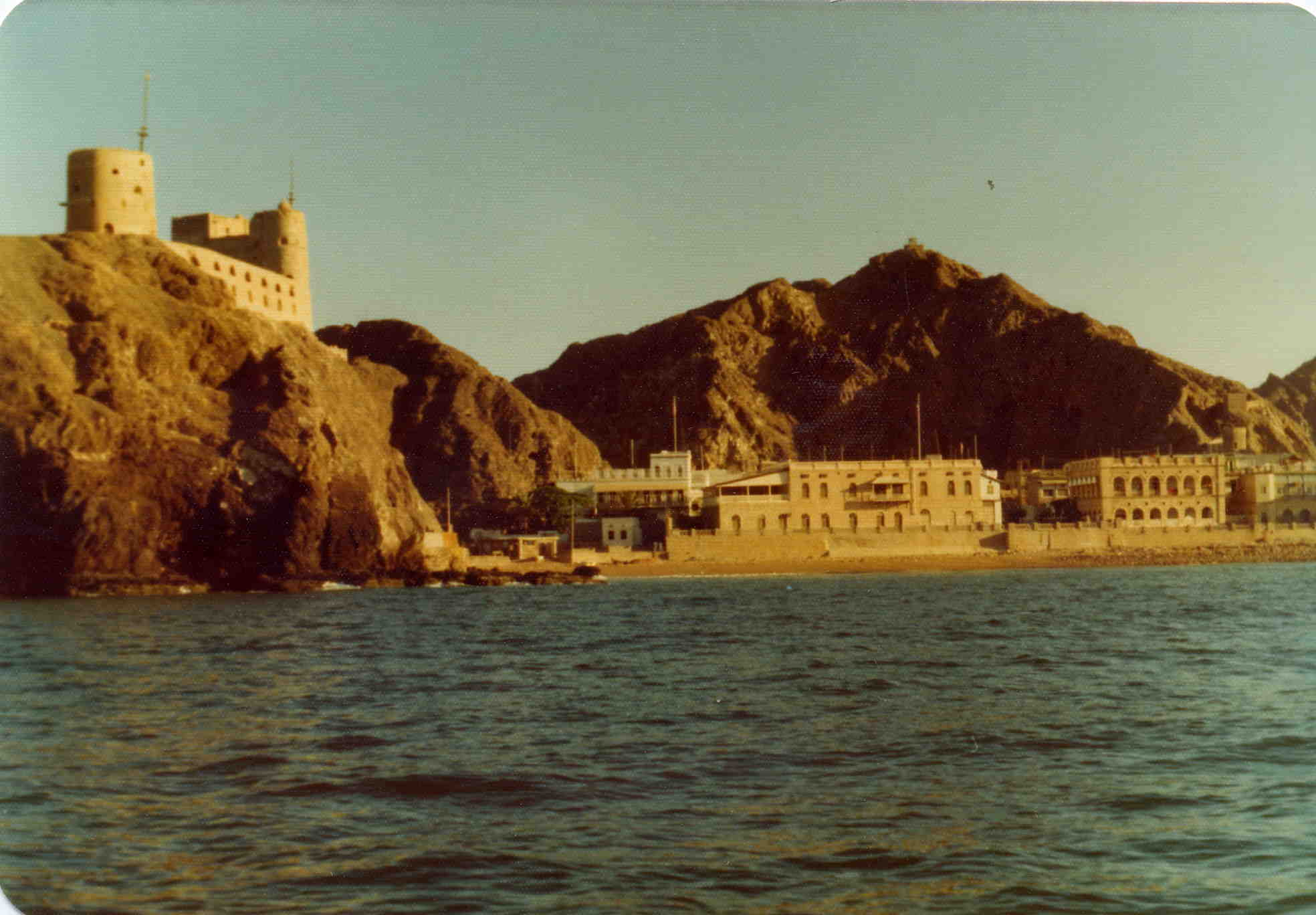
O forte Aljalali (à esquerda) numa posição de domínio no porto de Mascate

Os portugueses então continuaram ao longo da costa, e o governador de Soar decidiu transferir a sua lealdade ao rei de Portugal e pagar tributo. Em 26 de setembro, os portugueses chegaram a Ormuz e tomaram a cidade após uma pesada resistência no dia 10 de outubro de 1507. Albuquerque assinou um tratado sob o qual os portugueses ficaram livres de pagar qualquer imposto ou taxa alfandegária, e também teriam permissão para construir um forte e um centro de comércio em Ormuz. Mascate tornar-se-ia então um porto frequentado pelos portugueses. Em 1512, Diogo Fernandes de Beja chegou ali para cobrar tributo. Em 1515 Albuquerque, agora Vice-rei da Índia, visitou o porto. Em 1520, aquando da viagem entre o Mar Vermelho e Ormuz, uma frota de 23 embarcações portuguesas ficou ancorada no porto. Quando a revolta geral contra os portugueses, que controlavam Ormuz, foi despoletada em Novembro de 1521, Mascate foi um dos locais onde os portugueses não foram atacados.

### Fortaleza portuguesa
Em 1527, os portugueses começaram a construir quartéis, armazéns e uma capela em Mascate, obra aparentemente concluída em 1531. Em 1546, uma força de quatro galeotas otomanas entrou no porto e bombardeou a cidade, sem, contudo, chegar a atracar. Para tornar o local mais seguro, os portugueses enviaram um engenheiro para construir um forte no lado ocidental do porto, onde o forte Almirani se encontra hoje. Os portugueses construíram assim este primeiro forte em Mascate, em 1550. Dois anos depois, em abril de 1552, uma frota otomana de 24 galeões e quatro embarcações de abastecimento comandada por Piri Reis deixou o Suez em direcção a Ormuz, com o objectivo de eliminar a presença portuguesa na região. Uma força de avanço desembarcou em Mascate em julho. Após um cerco de 18 dias, esta caiu perante as forças otomanas e o forte foi destruído. O oficial João de Lisboa, junto com 128 portugueses, foram feitos prisioneiros. A principal frota otomana chegou e toda a força seguiu para Ormuz. Os portugueses voltaram a conquistá-la em 1554, e no mesmo ano resistiram a um ataque otomano.
Aljalali foi erigido depois de os otomanos saquearem Mascate outra vez, em 1582. Em 1587, o Capitão Belchior Calaça[c] foi enviado a Mascate para construir uma fortaleza, que foi baptizada Forte de São João. O topo da formação rochosa sobre a qual o forte assenta foi, em primeiro lugar, nivelado, e as rochas à volta trabalhadas de modo a impossibilitar qualquer tipo de escalada até às paredes do forte. Calaça construiu uma cisterna para armazenar água para seus ocupantes e armou-o com canhões. Ao que tudo indica, foi construído por cima de fundações de um edifício que outrora poderá ter existido ali, sendo que a principal construção dos portugueses foram as posições artilhadas a apontar à baía. Tanto Aljalali como Almirani foram ambos concluídos entre 1586 e 1588.

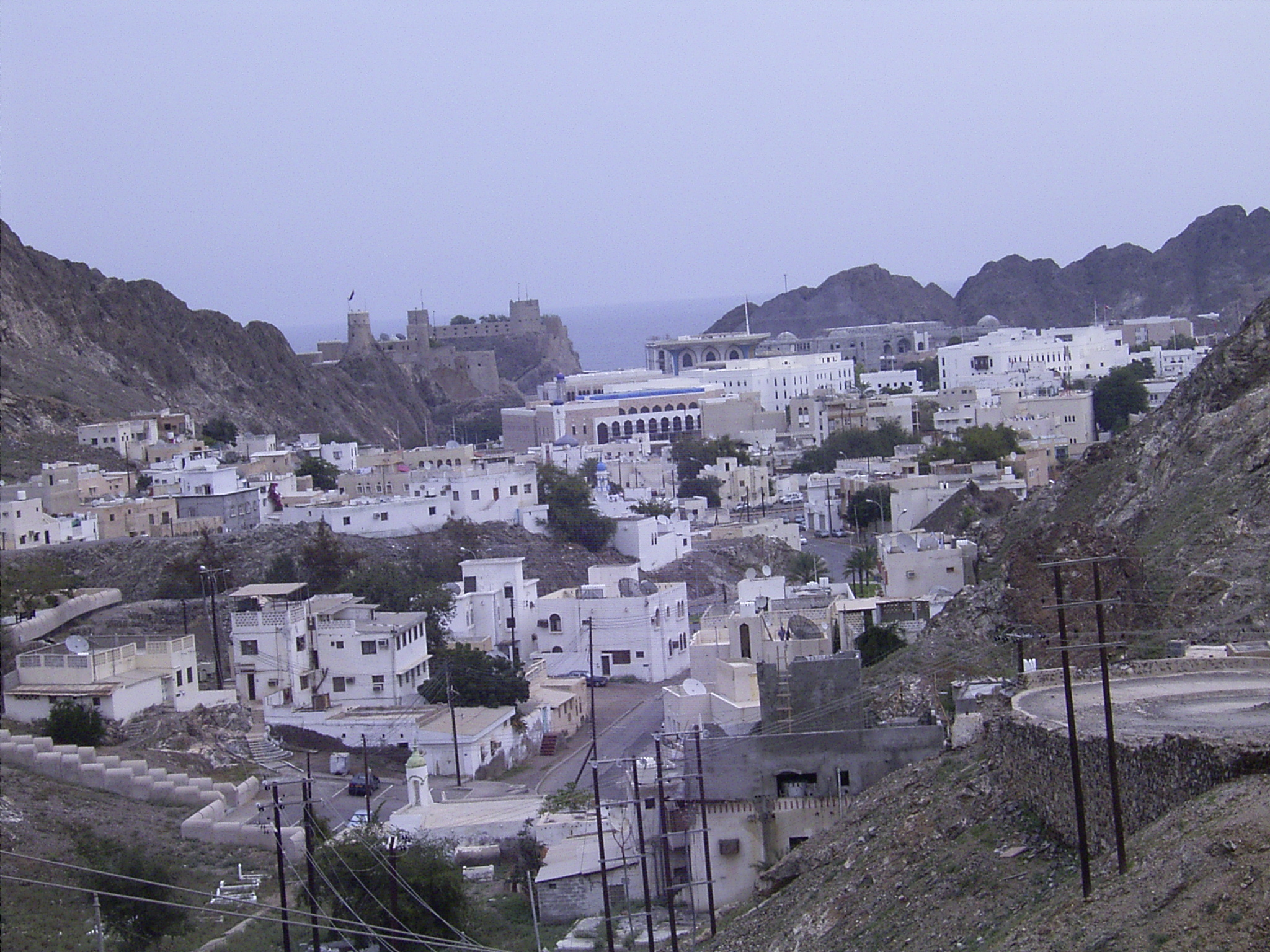
Velha Mascate, vista a partir do sul, com os fortes visíveis no fundo

Os portugueses viram o seu poderio ameaçado na região com a chegada e posterior aumento de mercadores ingleses e holandeses. Em 1622, uma força conjunta entre persas e ingleses tomaram Ormuz. Depois deste evento, os portugueses construíram mais fortes pela costa de Omã, apesar de terem abandonado a maior parte deles em 1633-34, concentrando-se na defesa de Mascate.  Depois de 1622, os portugueses começaram a fortalecer o forte Aljalali, aparentemente com a intenção de o tornar no principal forte da região. Contudo, em 1623, o Forte do Almirante (actualmente Almirani) ainda era considerado o mais importante dos dois fortes e, ocasionalmente, era usado como residência pelo governador de Mascate.
Em 1625 os portugueses construíram muros e torres à volta de Mascate para melhorar sua capacidade defensiva. Actualmente, ainda podem ser vistos vestígios destas fortificações. Mascate estava a tornar-se uma esponja das finanças portuguesas, com a exigência de ser necessário uma grande força militar e naval à defender. O comércio não prosperou como se esperava depois de o mercado persa ter encerrado qualquer troca com Mascate até 1630. Por esta altura, holandeses e ingleses dominavam as trocas comerciais no Golfo Pérsico.
Nácer ibne Murxide foi o primeiro imame da dinastia iaruba em Omã, eleito em 1624. Ele foi capaz de unir as tribos da zona com o objectivo conjunto de expulsar os portugueses. Nácer ibne Murxide, depois de iniciar a sua campanha, expulsou os portugueses de todas as bases em Omã, exceto Mascate. Mais tarde, em dezembro de 1649, o seu primo, Sultão ibne Ceife, conquistou a cidade e cerca de 600 portugueses escaparam por mar, enquanto outros fugiram para dentro do forte Almirani; renderam-se em 23 de janeiro de 1650 após terem sido submetidos a um cerco.[d] A perda de Mascate por parte por portugueses marcou o início da expansão marítima de Omã, na qual as possessões portuguesas na Índia e no leste africano rapidamente ficaram ameaçadas.

### Invasões persas

Retrato de Nader Xá. Autor desconhecido

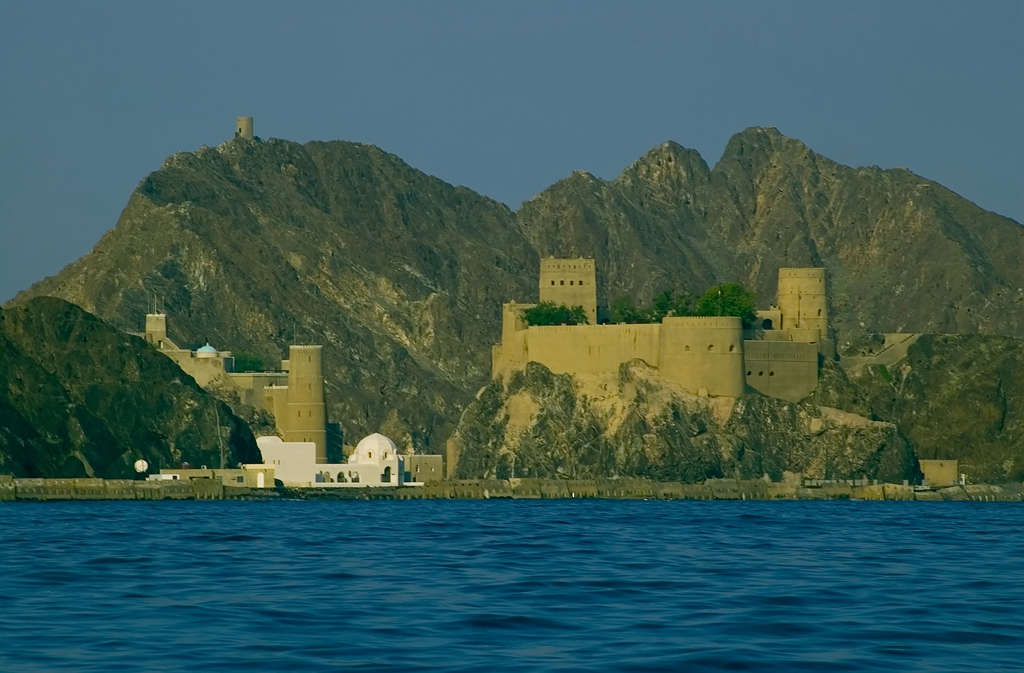
O forte Aljalali à esquerda, e o forte Almirani à direita

Depois da morte, em 1718, do quinto imame iaruba de Omã, Sultão ibne Saíde II, uma luta começou entre vários pretendentes à posição. O forte Aljalali foi danificado durante esta guerra civil. O país ficou dividido entre Ceife ibne Sultão II e o seu primo Balárabe ibne Himiar. Vendo seu poder desvanecer, Ceife pediu ajuda a Nader Xá da Pérsia. Em 1788, a força que detinha os dois fortes do porto de Mascate rendeu-se perante as forças persas, que reembarcaram à Pérsia após saquearem o local. Alguns anos mais tarde Ceife, que havia sido deposto, voltou a pedir ajuda, e uma expedição persa chegou a Julfar, por volta de outubro de 1742. Os persas realizaram uma expedição mal-sucedida para capturar Mascate, tendo sido derrotados pelo estratagema do novo imame Sultão ibne Murxide. Mais tarde, em 1743, os persas voltaram, desta vez acompanhados por Ceife. Eles tomaram Mascate, mas os fortes Aljalali e Almirani continuaram a resistir e Ceife considerava uma rendição deles. Os historiadores de Omã dizem que o comandante persa, Mirza Taqui, convidou Ceife para um banquete no seu navio. Ceife ficou embriagado pelo vinho e o selo pessoal foi-lhe roubado, sendo usado para forjar um pedido para que os comandantes dos fortes se rendessem, um acto que se revelou bem-sucedido.

### História posterior
Amade ibne Saíde Albuçaídi, o primeiro sultão da dinastia Abuçaíde, cercou Mascate e capturou os fortes em 1749. Mandou renovar os fortes, particularmente Aljalali; sua função mudou, passando de uma posição de defesa passiva do porto para uma base a partir da qual tropas poderiam ser despachadas. Nas décadas seguintes, o edifício principal no centro do forte e as torres redondas foram adicionadas à estrutura. No início de 1781, dois filhos de Amade ibne Saíde, Sultão ibne Amade e Ceife, tomaram o controlo dos fortes. Quando o governador de Mascate tentou recuperar o controlo dos fortes, Sultão e Ceife começaram a bombardear a cidade. Os dois irmãos ganharam o apoio do poderoso Xeique Sacar, que marchou na capital em abril de 1781. O pai deles concordou com uma amnistia, permitindo que os filhos rebeldes continuassem a controlá-los; mais tarde mudou de ideias e capturou Almirani, tendo eles continuado a resistir em Aljalali durante vários meses.
Sultão e Ceife, então, capturaram o seu irmão Saíde ibne Amade e aprisionaram-no em Aljalali. O imame (pai deles) viajou até Mascate e chegou à cidade em janeiro de 1782. Ordenou o comandante de Almirani a disparar os canhões contra Aljalali quando os seus navios faziam o mesmo a leste do forte. Enquanto este bombardeamento decorria, Saíde ibne Amade subornou o guarda da sua cela e fugiu. Isolados e sem um refém, os dois irmãos renderam-se. O imame levou Ceife e manteve-o sob vigilância para impedir que se revoltasse de novo. Saíde ibne Amade reinou entre 1783 e 1789. Durante o seu reinado o seu filho foi aprisionado no forte Aljalali, durante algum tempo, pelo governador de Mascate, até que outros filhos libertaram o irmão.
O forte é mencionado várias vezes na história de Omã durante o século XIX. Enquanto o Sultão ibne Amade estava longe do seu país, durante uma peregrinação a Meca no início de 1803, o seu sobrinho Badre ibne Ceife orquestrou uma tentativa para controlar o forte Aljalali. A história conta que ele estava a ser transportado, dentro de uma caixa, para dentro do forte, contudo foi detectado por um comerciante hindu; ele escapou e refugiou-se no Catar. Em junho de 1849 o governador de Soar celebrou um tratado com os britânicos para suprimir o tráfico de escravos. Isto despoletou uma revolta nas camadas religiosas, na qual o governador foi morto e o seu pai, Hamade, tomou o lugar de liderança. O sultão de Omã, então a residir em Zanzibar, orquestrou uma operação à captura de Hamade e mandou-o à prisão em Aljalali. Hamade morreu no dia 23 de abril de 1850, tendo sido envenenado ou morrido à fome. Em 1895 uma série de tribos saquearam Mascate. O sultão Faiçal ibne Turqui refugiou-se em Aljalali até seu irmão, que controlava o forte Almirani, ter tomado novamente o controlo da cidade.
Durante grande parte do século XX o forte Aljalali foi a principal prisão de Omã, detendo cerca de 200 prisioneiros. Alguns destes foram pessoas do interior de Omã, capturadas durante a Guerra de Jabal Acdar (1954–1959), ou provavelmente depois da guerra terminar. Outros prisioneiros foram feitos durante a Rebelião Dofar (1962–1976). Foi a mais notória das prisões de Omã, que eram conhecidas pela falta de condições básicas. O Coronel David Smiley, comandante das forças armadas do sultão em Mascate, referiu-se à prisão como "um fundo do inferno". Em 1963, quarenta e quatro prisioneiros escaparam graças a um plano bem elaborado, contudo a grande maioria foi rapidamente capturada, em parte devido à sua condição física débil. Em 1969, um guarda ajudou dois membros da família real a escaparem, mas foram apanhados alguns dias depois. Em 1970, a prisão foi encerrada.

## Estrutura e exibições

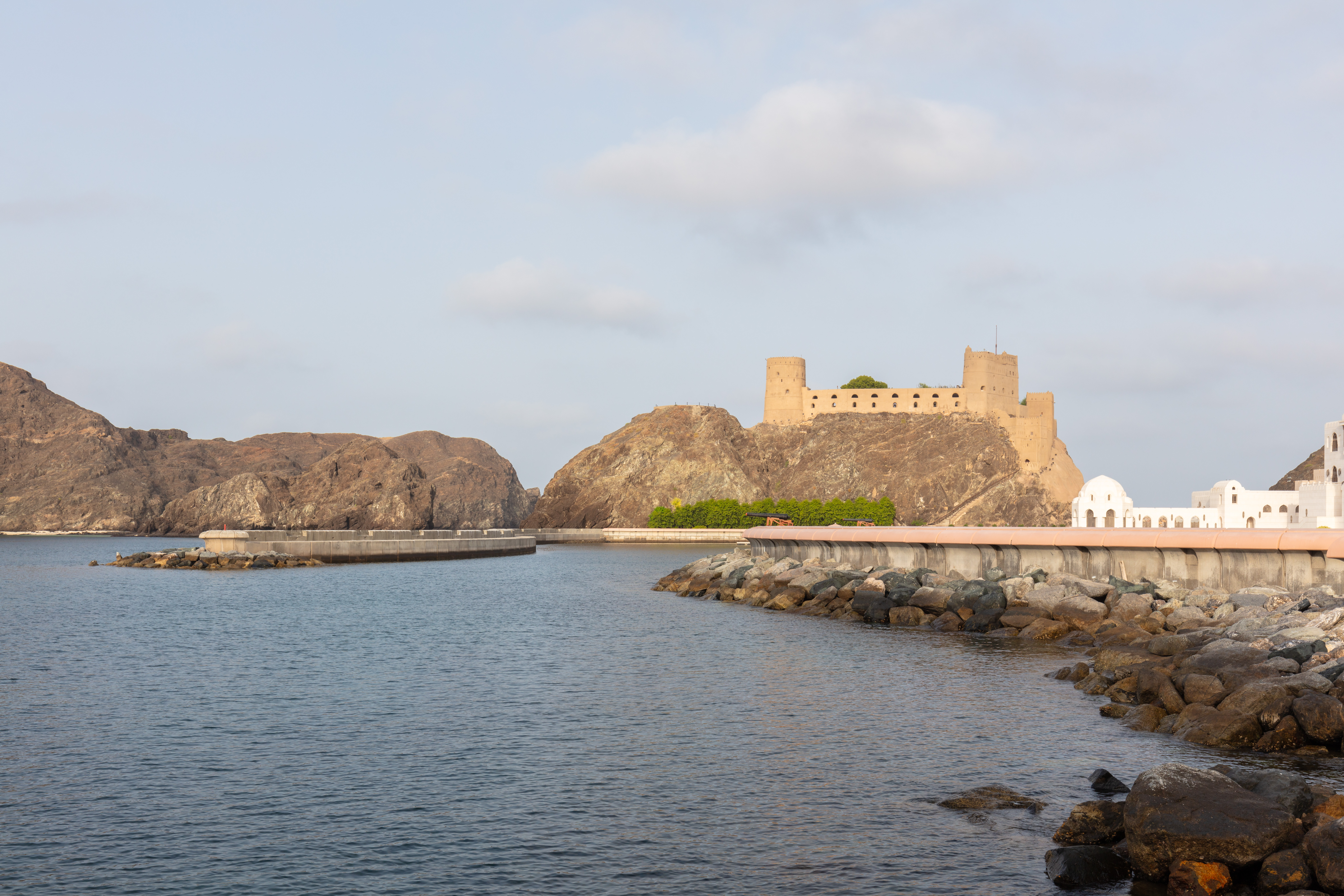
Velha Mascate vista a partir do porto, em 2024

O forte Aljalali passou por um processo de restauração em 1983. Actualmente pouco resta do período português, havendo ainda algumas inscrições em língua portuguesa. Depois da restauração, o forte foi convertido num museu sobre a história cultural de Omã. Encontra-se aberto a entidades importantes, como a chefes-de-estado em visita, mas não está aberto ao público.O forte tem um papel especial em eventos especiais envolvendo a monarquia, eventos de navegação no porto de Mascate, fogos de artifício e outros eventos culturais.
O forte é composto por duas torres com uma parede que as une, tendo esta várias aberturas por onde canhões podem ser instalados.  O interior do forte está agora repleto de fontes e piscinas, árvores e jardins. O resultado tem sido descrito como uma "Disneificação".  No centro do forte existe um pátio com várias árvores. À volta dele estão vários quartos, recintos e torres acessíveis através de um complexo sistema de escadarias que anteriormente puderam ter tido um propósito defensivo. Portas massivas com pontas de ferro protegem certas secções do forte.
Entre tudo o que é exibido no forte encontram-se canhões nas posições defensivas, cordas e equipamentos incendiários, velhos mosquetes e fechos de mecha. Existem mapas e outras ilustrações de tempos históricos, incluindo uma placa que ilustra ventos e correntes na baía de Mascate. Um quarto, com um tecto decorado com madeira de palmeiras, alberga várias relíquias histórias de Omã. Uma torre central quadrada é o edifício onde se encontram as principais exposições do museu, que inclui carpetes, tapeçaria, jóias, armas, utensílios caseiros do dia-a-dia e suportes de incenso. Um salão de refeições encontra-se situado ao lado do pátio para ser usado pelos visitantes VIP. Um velho utensílio para fazer brisa encontra-se preservado no local, outrora operado manualmente mas actualmente mecanizado.